# Кархунен, Томи
Томи Кархунен (фин. Tomi Karhunen; род. 29 октября 1989, Оулу) — хоккеист, вратарь.

## Биография
Воспитанник хоккейной школы «Йокипоят», в составе которой прошёл всю вертикаль развития, вплоть до попадания в состав юниорской сборной, за которую отыграл на мемориале Глинки в 2006 году. В этом же году права на хоккеиста перешли в клуб «Кярпят». В 2007 году Кархунен был выбран на импорт-драфте  клубом — «Сарния Стинг», в составе которого отыграл 39 матчей на уровне хоккейной лиги Онтарио, после чего вернулся на родину. После сезона в системе клуба «КалПа», в составе которого Кархунен выступал лишь за молодёжную команду, вратарь вернулся в «Кярпят».
В сезоне 2010/2011 Кархунен дебютировал на высшем, профессиональном уровне в SM-лиге. В сезоне 2011/2012 Томи Кархунен был отдан в аренду в словацкий куб из Братиславы «Слован», в составе которого стал чемпионом словацкой Экстралиги. В сезонах 2013/2014 и 2014/2015 Кархунен являлся основным вратарём «Кярпят» и дважды становился чемпионом Финляндии. Перед началом сезона 2014/2015 вратарь перешёл в другой финский клуб «Таппара», в составе которого вновь стал чемпионом Финляндии, тем самым заработав третий чемпионский титул подряд. Летом 2016 года Томи Кархунен перешёл в новообразованный, для участие в Континентальной хоккейной лиге, китайский клуб «Куньлунь Ред Стар». 5 сентября 2016 года, в домашнем матче против владивостокского «Адмирала», Томи дебютировал в КХЛ. Всего, в сезоне 2016/2017, вратарь принял участие в 31-м матче (включая игры плей-офф), в которых одержал 13 побед. Новый сезон Томи начал также в составе «Куньлуня», однако, в конце октября 2017 года, вратарь был помещён в список-отказов. 6 ноября 2017 Кархунен перешёл в подмосковный «Витязь», в составе которого провёл на льду всего 3 матча. В своей третьей игре за «Витязь» Томи получил травму, после чего долгое время восстанавливался и в итоге, по обоюдному согласию, покинул команду. Зимой 2018 года Кархунен подписал соглашение, до конца сезона, с швейцарским клубом «Амбри-Пиотта». Сезон 2018/2019 Кархунен начал в составе шведского «Брюнес», однако, в декабре 2018 года принял решение вернуться в Китай, в состав уже знакомого ему «Куньлуня», который нуждался в усилении вратарской позиции. За оставшуюся часть сезона Томи провёл 12 матчей, в которых пропустил 40 шайб, при коэффициенте надёжности 88.3%.
Летом 2019 года Кархунен вернулся в родную Финляндию, и первую часть сезона провёл в составе клуба «Пеликанс». В конце ноября того же года перешёл в швейцарский клуб «СК Берн». В сезоне 2020/21 стал обладателем кубка Швейцарии. Летом 2021 года перешёл в немецкий клуб «Штраубинг Тайгерс». С февраля по май 2022 года выступал в составе австрийского клуба «Филлах».

## Достижения
- Чемпион словацкой Экстралиги в сезоне 2011/2012
- Чемпион Финской Лииги в сезоне 2013/2014
- Чемпион Финской Лииги в сезоне 2014/2015
- Чемпион Финской Лииги в сезоне 2015/2016
- Обладатель кубка Швейцарии в сезоне 2020/2021